# Кріс Карлофф
Кріс Карлофф — британський гітарист, клавішник, колишній учасник гурту «Kasabian».
Під час перебування у колективі, разом з Серджіо Піццорно, був одним з ключових фігур у гурті. Він займався написанням та аранжуванням пісень.
Залишив гурт під час праці над другим альбомом Empire. Офіційна причина — творчі непорозуміння. На той альбом потрапило три пісні написані разом з Крісом. 
Вокаліст, Том Мейган, так прокоментував цю подію: «Я приголомшений. Це сумно, після того як ви з ним були всі ці останні роки. І він чудова людина та товариш. Ми бажаємо йому всього найкращого, він прекрасний музикант.»
Нині грає в Black Onassis, заснований у 2011.